# Галичко възвишение
Га̀личкото възвишение или Галичко-Чухломско възвишение (на руски: Галичская возвышеность, Галичско-Чухломская возвышеность) е хълмисто-моренно възвишение в северната част на Източноевропейската равнина, югозападно продължение на възвишението Северни Ували, простиращо се на територията на Костромска и Вологодска област в Русия.
Простира се на близо 250 km почти по меридиана, от долината на река Волга на юг до долината на река Сухона (лява съставяща на Северна Двина) на север, между долините на реките Кострама на запад и Унжа на изток (леви притоци на Волга). Средна височина 150 – 200 m, максимална 293 m, разположена северно от град Чухлома (Костромска област). В релефа преобладават ниски хълмове с полегати склонове, разпръснати между долинни понижения. Западните му склонове се дренират от левите притоци на река Кострама, а източните са прорязани от десните притоци на Унжа и левите на Волга. В него са разположени две големи и плитки езера – Галичко и Чухломско. Покрито е със смесени иглолистно-широколистни гори.